# GLADIATOR 017 in OSAKA
GLADIATOR 017 in OSAKAは、日本の総合格闘技団体「GLADIATOR」の大会の一つ。
2022年5月1日、大阪府豊中市の176BOXで開催された。

## 大会概要
今大会ではダブルタイトルマッチとして、大番高明vs.カルリ・ギブレインのヘビー級タイトルマッチと、神田T800周一と福島啓太によるバンタム級王座決定戦が組まれた。。また、前回のGLADIATOR 016 in OSAKAよりスタートしたPROGRESSとのコラボレーションでは、フォークスタイルグラップリング戦が3試合マッチアップされている。

## 試合結果
第1試合 バンタム級 5分2R
○  小川隼人 vs.  大和 ×
1R 2:16 TKO
第2試合 フライ級 5分2R
○  松原聖也 vs.  川崎聖太 ×
判定3-0
第3試合 フライ級 5分2R
○  桑本征希 vs.  伊賀GORI ×
判定3-0
第4試合 バンタム級 5分2R
○  別所竜也 vs.  佐々木陽太 ×
1R 4:16 リアネイキドチョーク
第5試合 ライト級 5分2R
○  八木敬志 vs.  後藤陽駆 ×
判定3-0
第6試合 バンタム級 5分2R
○  上荷大夢 vs.  谷口武 ×
判定3-0
第7試合 フライ級 5分2R
○  久保健太 vs.  中西テツオ ×
判定3-0
PROGRESSフォークスタイルグラップリング 75㎏以下契約 5分2R
○  森戸新士 vs.  長田拓也 ×
1R 4:35 腕ひしぎ十字固め
PROGRESSフォークスタイルグラップリング 75㎏以下契約 5分2R
○  赤澤智哉 vs.  ビリー・フッカー ×
1R 4:35 腕ひしぎ十字固め
PROGRESSフォークスタイルグラップリング 70㎏以下契約 5分2R
○  田中智也 vs.  フェルナンド ×
判定15-5
第8試合 バンタム級 5分2R
○  清水俊一 vs.  土肥″聖帝″潤 ×
判定2-1
第9試合 ライト級 5分2R
○  井上啓太 vs.  レンジャーハント ×
1R 3:31 膝十字固め
第10試合 バンタム級 5分2R
○  竹本啓哉 vs.  エダ塾長こうすけ ×
判定2-1
第11試合 GLADIATORバンタム級王座決定戦 5分3R
○  神田T800周一 vs.  福島 啓太 ×
判定2-1
※神田T-800周一が第6代GLADIATORバンタム級王者に
第12試合 GLADIATORヘビー級タイトルマッチ 5分3R
○  カルリ・ギブレイン vs.  大番高明 ×
1R 0:35 TKO
※カルリ・ギブレインが第2代GLADIATORヘビー級王者に